# Robert William Hayman
Robert William Hayman (1905 – 1985) è stato uno zoologo britannico.
Ha rivestito la carica di consulente scientifico nella sezione Mammiferi presso il Museo di Storia Naturale di Londra dal 1921 al 1968.

Ha pubblicato importanti documenti sui Pipistrelli africani, tra i quali:
- Hayman et Al. 1966, The bats of the Congo and of Rwanda and Burundi, Annales du Musée Royal de L'Afrique Centrale, Tervuren, Belgique, No.154
- Hayman and Hill 1971, Order Chiroptera in The Mammals of Africa: an identification manual. Smithsonian Institution, Washington D.C.

Ha identificato diversi generi e specie di mammiferi, e contribuito alla risoluzione di diversi problemi di Sistematica.
A lui sono state dedicate le seguenti specie:
- Dendromus haymani - Topo arboricolo di Hayman
- Micropteropus intermedius - Pipistrello della frutta dalle spalline nano di Hayman